# Chotyniec
Chotyniec is een dorp in de Poolse woiwodschap Subkarpaten. De plaats maakt deel uit van de gemeente Radymno en telt 340 inwoners.